# Ursula Falck
Ursula Falck (* 12. Oktober 1907 in Berlin; † 7. Oktober 1998 in Weil am Rhein) war eine deutsche Politikerin der Kommunistischen Partei Deutschlands (KPD). Sie gehörte von 1951 bis 1952 als eine der wenigen weiblichen Abgeordneten dem Badischen Landtag an.

## Leben und politische Aktivität
Ursula Falck war die Tochter des schweizerischen Gewerkschafters und Glasmalers Hermann Kündig und dessen Ehefrau Wilhelmine Pokraka. Ihre Kindheit und Jugendjahre waren vom Ersten Weltkrieg überschattet, bis sie dann mit ihren zwei Geschwistern und Eltern nach Herrliberg (Kanton Zürich, Schweiz) und später nach Basel zog. Dort lernte sie den Arzt Ingo Falck kennen, heiratete ihn 1931 und zog mit ihm nach Deutschland in die heute zu Lörrach gehörende Gemeinde Brombach.
Falck war Hausfrau und Mutter von vier Söhnen. Sie engagierte sich politisch und kandidierte bei der Landtagswahl am 18. Mai 1947 auf der badischen Landesliste der KPD. Nachdem ihre Partei bei dieser Wahl vier Sitze errungen hatte und ihre Parteigenossin Katharina Seifried ihr Landtagsmandat im Juni 1951 niedergelegt hatte, folgte Falck dieser im Alter von 43 Jahren am 27. Juni 1951 als Nachrückerin nach.
Sie gehörte mit Maria Beyerle (CDU), Gerda Schlayer-von Puttkamer (SPD) und Hildegard Teutsch (FDP) zu der kleinen Gruppe von nur vier Frauen, die neben 56 männlichen Abgeordneten im Badischen Landtag vertreten waren. Falck übte ihr Mandat bis zum Ende der außerplanmäßig verlängerten Legislaturperiode aus, die erst im Jahr 1952 mit dem Zusammenschluss der bisherigen Länder Baden, Württemberg-Baden und Württemberg-Hohenzollern zum neuen Bundesland Baden-Württemberg endete.
Zweimal beantragte Falck 1954 einen Reisepass, was ihr jeweils mit der Begründung verwehrt wurde, sie würde sich „staatsfeindlich“ betätigten, weil sie in führender Stellung in Organisationen tätig sei, „die im Auftrage der ostzonalen SED die Aufgabe haben, die freiheitlich-demokratische Struktur der Bundesrepublik Deutschland zu untergraben“. Falck war Mitglied des Friedenskomitees, Spitzenfunktionärin des Demokratischen Frauenbundes Deutschlands, Mitglied des Rates zur Verteidigung der demokratischen Freiheit, Mitglied des Landesvorstandes des Demokratischen Kulturbundes Deutschland und Mitglied der Gesellschaft für Deutsch-Sowjetische Freundschaft. Über viele Jahre blieb sie gesellschaftlich aktiv und setzte sich für Frieden und Gerechtigkeit ein.
Ursula Falck starb am 7. Oktober 1998 wenige Tage vor Vollendung ihres 91. Lebensjahres in Weil am Rhein. Sie fand ihre letzte Ruhestätte in Basel auf dem Friedhof am Hörnli, wo ihr Grab erhalten ist.